# جيش قمبيز المفقود
غزا الملك قمبيز الثاني، ابن كورش الكبير، مصر عام 525 قبل الميلاد. حيث هزم الملك بسماتيك الثالث في معركة الفرما (525 قبل الميلاد). ثم انتقل قمبيز إلى منف (جنوب القاهرة الحديثة) واستولى على المدينة. بعد الاستيلاء على منف، أرسل الملك بسماتيك إلى المنفى. ثم انتقل قمبيز جنوبا إلى طيبة (الأقصر الحديثة).
أراد الإمبراطور الفارسي أن يطالب بمصر وأن يُمنح شرعًا منصبه كملك مصري. لكن يبدو أن الكهنة الأقوياء في معبد وحي آمون في سيوة كانوا غير مستعدين لتوفير تلك الشرعية، مما أغضب قمبيز. في وقت ما من عام 524 قبل الميلاد، شرع قمبيز في غزو كوش، حيث أطلق حملته من طيبة.

## القصة
وفقا لهيرودوت، فصل قمبيز فرقة من خمسين ألف رجل وأرسلهم لمهاجمة واستعباد كهنة أمون، وحرق المعبد المقدس لزيوس آمون (وحي آمون). ثم سار قمبيز شرقاً نحو كوش، بينما اتجه هذا الجيش المكون من خمسين ألفاً غرباً من طيبة باتجاه سيوة.
شوهد هذا الجيش لآخر مرة في «جزيرة المباركين» - على الرغم من أننا لا نعرف ما هو المكان المحدد الذي يشير إليه هذا. كان على ما يبدو حوالي سبعة أيام من طيبة. يمكننا عمل بعض التخمينات المتعلمة حول مسار هذا الجيش. لذلك، شوهد الجيش آخر مرة في هذا الموقع (والذي يمكن أن يضعه في مكان ما بين الخارجة والداخلة، بافتراض أن هذا هو الطريق أو ربما في الطريق إلى الفرافرة).
ثم يكتب هيرودوت:
 «... أن الفرس انطلقوا من الواحة عبر الرمال، وكانوا قد وصلوا إلى منتصف الطريق تقريبًا بين ذلك المكان وأنفسهم عندما، كما كانوا في وجبة منتصف النهار، هبت ريح من الجنوب، قوية ومميتة، حاملة معها أعمدة واسعة من الرمال الدوارة، التي غطت القوات بالكامل وتسببت في اختفائهم بالكامل. وهكذا، وفقا لكهنة أمون، فعلت ذلك مع هذا الجيش.» 
لم نسمع أبدًا عن اختفاء هذا الجيش في أي مصادر قديمة - ليس من قبل المصريين أو الفرس أو اليونانيين. لم يذكر نقش بيستون الذي خلفه قمبيز دارا الأول أي ذكر له. اختفى الجيش من الذاكرة حتى استعادت القصة بعض الأهمية في القرن الماضي تحت مصطلحات «جيش قمبيز المفقود» أو «جيش قمبيز الضائع» أو «جيش قمبيز المختفي» وما إلى ذلك.

## النظريات
إن نقل جيش كبير، في منطقة غير مألوفة ومعادية، هو مهمة معقدة للغاية. فمن الممكن تمامًا أن يكون هذا الجيش قد بدأ بالفعل رحلته من طيبة وواجه بعض التحديات الخطيرة على طول الطريق. يتذكر بعض القراء أنه بعد حوالي 200 عام من هذا الحدث، قام الإسكندر الأكبر بزيارة إلى معبد وحي آمون - سلك طريقًا على طول الساحل في الشمال ثم اتجه جنوبًا للوصول إلى سيوة. على الرغم من أن هذا الطريق كان أقصر عبر الصحراء، إلا أنه لا يزال يمثل تحديات كبيرة. يقول الكتاب أن جيش الإسكندر كاد أن يضيع لولا تدخل إلهي. إذا كانت روايات هيرودوت صحيحة، فإن الفرس سلكوا طريقًا أصعب بكثير، وقد جربوه قبل مائتي عام.
تتراوح النظريات من «لم يحدث قط» إلى «جيش يرقد تحت الرمال». من الجدير بالذكر أن هيرودوت لن يصور قمبيز على أنه رجل غير مستقر عقليًا، لذلك أحيانًا تكون دوافع هيرودوت موضع شك في القصص. ليس ذلك فحسب، فمن الممكن تمامًا أن يكون المصريون قد قدموا لهيرودوت توصيفات خاطئة عن قمبيز وقصصًا مزيفة.
يعترف المؤرخون بأن بعض ما كتبه هيرودوت عن قمبيز يكاد يكون خاطئًا (على سبيل المثال، أنه قتل ثور آبيس المقدس). هناك من يتكهن بأن الجيش تعرض لكمين وهزم من قبل المرتدين، وأن دارا الأول، الذي خلف قمبيز، قام بشكل أساسي بقمع قصة الهزيمة واستبدال الحكاية بقصة عاصفة. وهناك نظرية أخرى مفادها أنهم استخدموا الخريطة الخاطئة التي أظهرت سيوة في الموقع الخطأ، مما تسبب في ضياع الجيش في الصحراء.
ليس من الصعب تخيل مجموعة - ربما لم يكن جيشًا قوامه 50000، أو ربما لم يموتوا جميعًا في عاصفة، أو ربما تاهوا، أو ربما تخلوا عن الحملة، والفرس (أو المصريين) غيروا القصة.
هناك أيضًا الكثير ممن يتساءلون عما إذا كانت العاصفة يمكن أن تكون بهذه القوة بحيث يمكنها دفن جيش بأكمله. العواصف الرملية في البحر الرملي العظيم في غرب مصر (جنوب سيوة) مكان مقفر للغاية به عواصف مفاجئة.
على مر السنين، سعت العديد من الحملات إلى هذا الجيش. هذا مقال عن شقيقين إيطاليين قالا إنهما وجدا الجيش. هناك أيضًا فيلم وثائقي / رحلة استكشافية لـ بي بي سي حاولت العثور عليه.
يقول عالم المصريات أولاف كابر إن جيش قمبيز المفقود لم يختف، لكنه هُزم. «يظهر بحثي أن الجيش لم يكن يمر عبر الصحراء فحسب، بل كانت وجهته الأخيرة هي واحة الداخلة». كان هذا هو موقع قوات زعيم المتمردين المصري بيتوباستيس الثالث. «لقد نصب في النهاية كمينًا لجيش قمبيز، وبهذه الطريقة تمكن من قاعدته في الواحة من استعادة جزء كبير من مصر، وبعد ذلك سمح لنفسه أن يتوج كملك في العاصمة منف.» من المحتمل أن يكون مصير جيش قمبيز غير واضح لفترة طويلة يرجع إلى الملك الفارسي دارا، الذي أنهى الثورة المصرية بإراقة الكثير من الدماء بعد عامين من هزيمة قمبيز.
أرجع دارا الهزيمة المخزية لسلفه إلى العناصر الطبيعية. بفضل هذا التلاعب الفعال، بعد 75 عامًا من الحدث، كان كل ما يمكن أن يفعله هيرودوت هو ملاحظة قصة العاصفة الرملية ". خلال السنوات العشر الماضية، شارك البروفيسور كابر في أعمال التنقيب في أمهيدا، بواحة الداخلة. في وقت سابق من هذا العام، فك شفرة القائمة الكاملة لعناوين بيتوباستيس الثالث على كتل المعابد القديمة.
قال البروفيسور كابر: «هذا عندما سقطت قطع اللغز في مكانها الصحيح»، «تشير كتل المعابد إلى أن هذا يجب أن يكون معقلًا في بداية الفترة الفارسية. بمجرد دمج هذا مع المعلومات المحدودة التي كانت لدينا عن بيتوباستيس الثالث، وموقع التنقيب وقصة هيرودوت، تمكنا من إعادة بناء ما حدث».